# Right by Your Side
Right by Your Side – singel brytyjskiego duetu Eurythmics, wydany w 1983 roku.

## Ogólne informacje
Piosenka była drugim singlem z albumu Touch. Stała się przebojem, choć osiągnęła najmniejszy sukces ze wszystkich singli z tej płyty. Na stronie B wydano kompozycję „Plus Something Else”, de facto instrumentalną wersję utworu „Regrets”. W USA wydana została dopiero w lipcu 1984, jako trzeci singel promujący tę płytę (drugim w tym kraju był „Who's That Girl?”) i dotarła jedynie do 29. pozycji na liście.

## Teledysk
Teledysk wyreżyserowali Chris Ashbrook i Jon Roseman.

## Pozycje na listach przebojów
| Kraj              | Pozycja |
| ----------------- | ------- |
| Wielka Brytania   | 10      |
| Stany Zjednoczone | 29      |
| Kanada            | 39      |
| Irlandia          | 15      |
| Niemcy            | 61      |
| Holandia          | 31      |
| Szwecja           | 13      |
| Australia         | 15      |
| Nowa Zelandia     | 9       |